# Chadlington
Chadlington is een civil parish in het bestuurlijke gebied West Oxfordshire, in het Engelse graafschap Oxfordshire met 827 inwoners.

## Geboren
- Henry Rawlinson (1810-1895), archeoloog en taalkundige